# Dentelle de Cogne
La dentelle de Cogne est une dentelle effectuée à la main à l'aide de fuseaux à Cogne, en Vallée d'Aoste.

## Historique
La tradition de la dentelle de Cogne a pour début la fuite des sœurs clunisiennes qui rejoignent le val de Cogne en 1665.

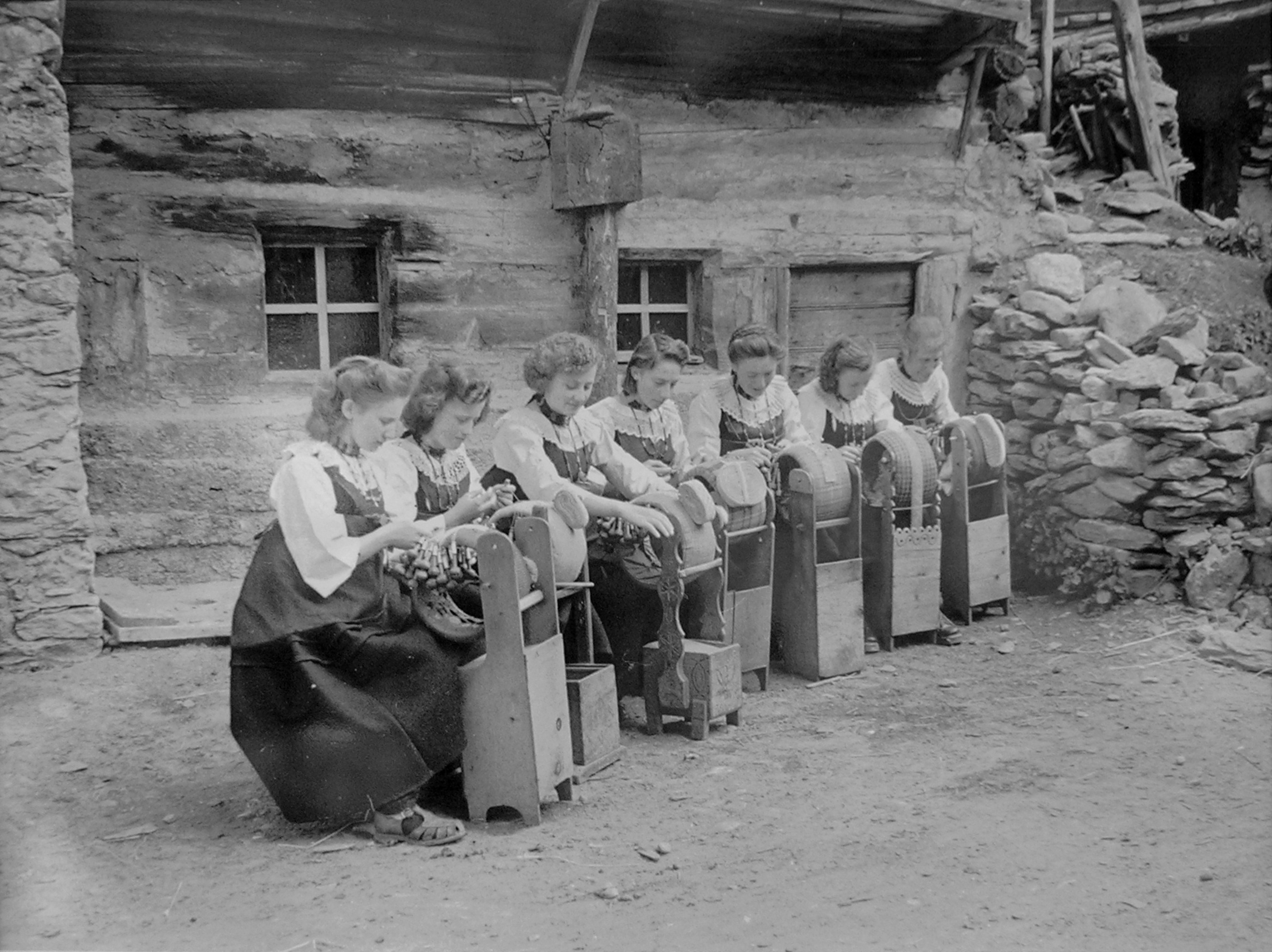
Des dentellières cogneines au travail

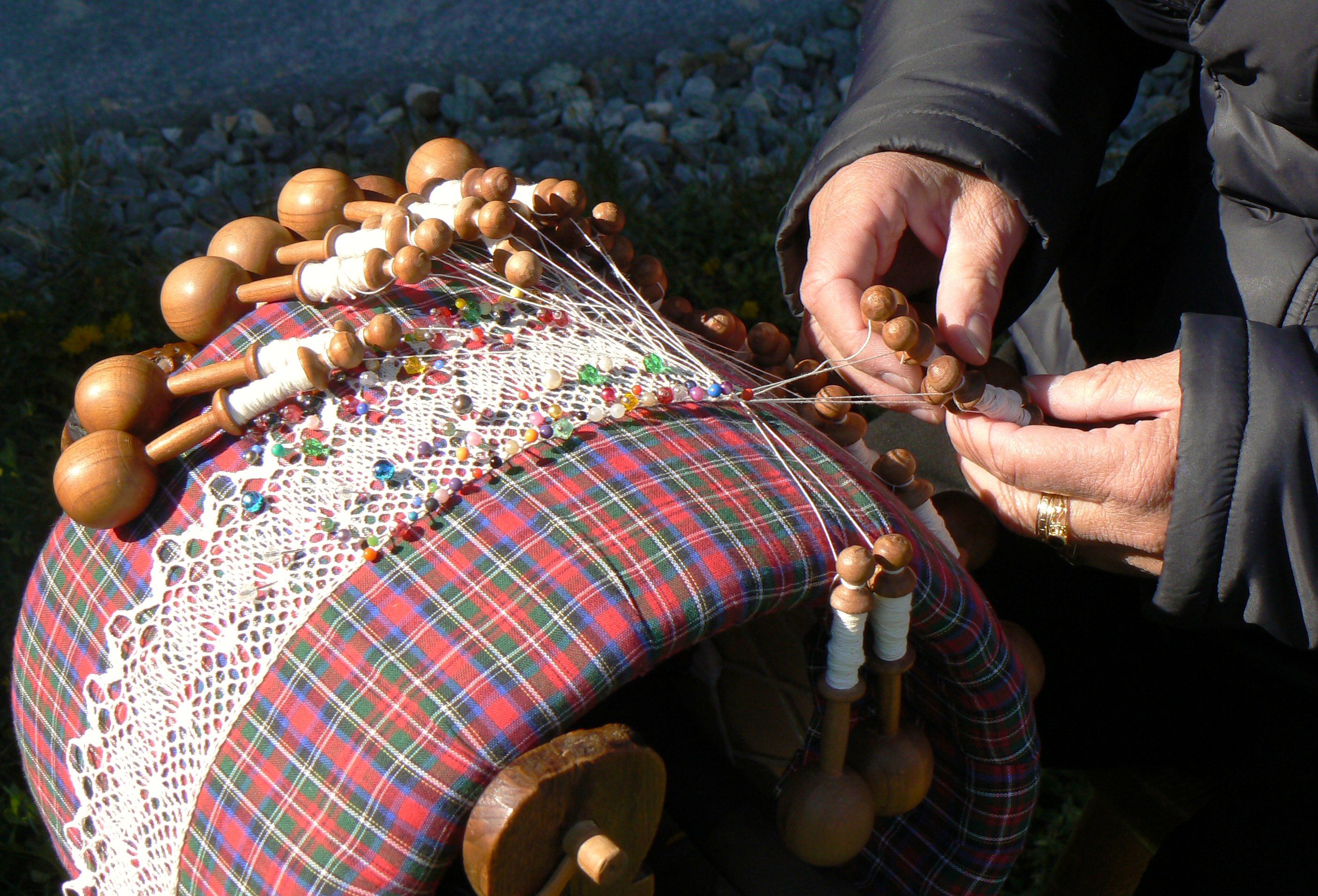
Une dentellière aux fuseaux

## Fuseaux

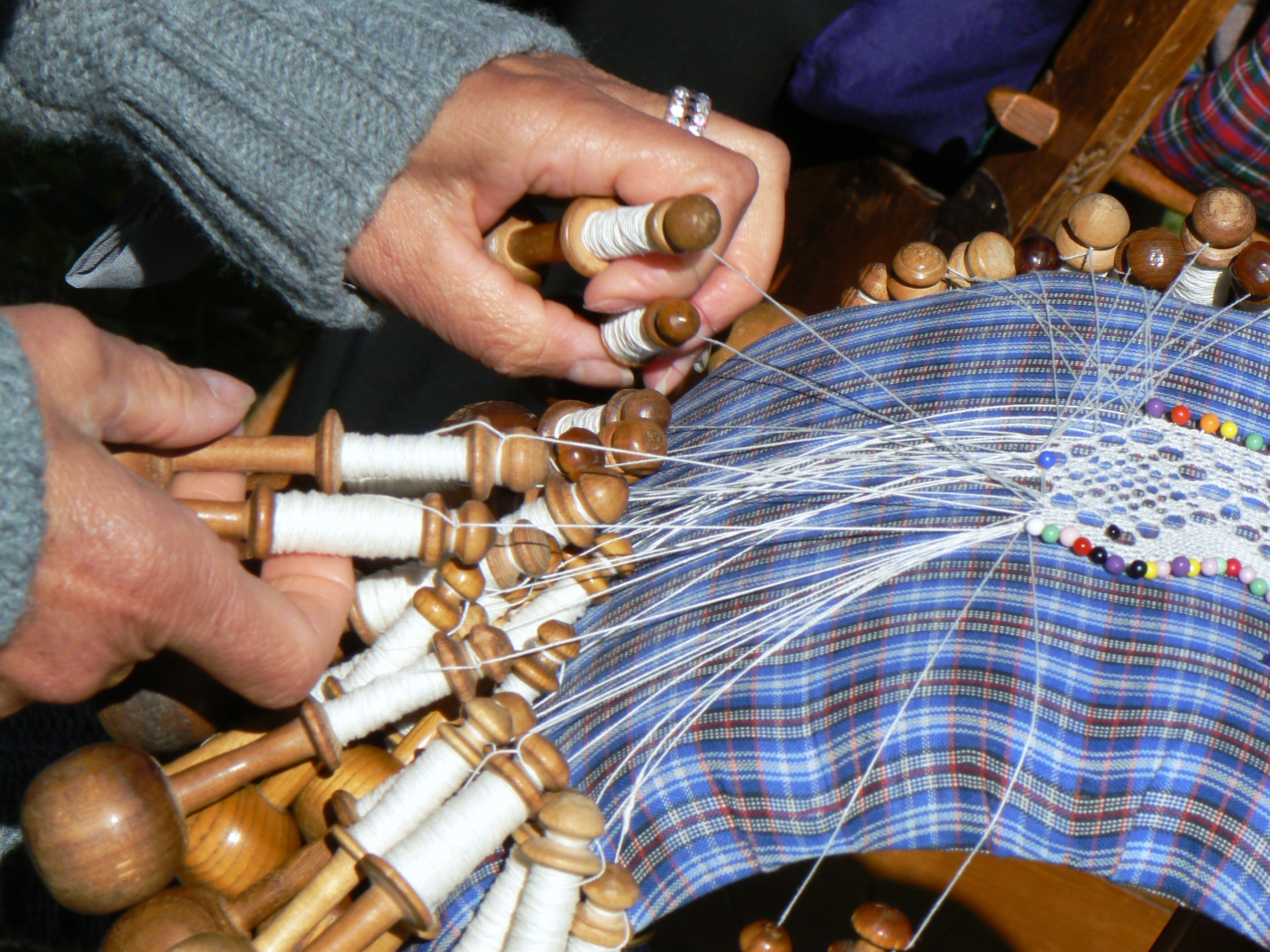
Le travail aux fuseaux

Le travail de la dentelle de Cogne s'effectue à la main sur une base dénommée cavalot, en bois sculpté décoré en rosace, avec le monogramme du Christ, l'an de fabrication et le nom de la première propriétaire, supportant le coessein, un cylindre large rembourré avec de la paille ou de la laine. Les fuseaux sont en bois, avec une poignée ronde.
La dentelle cogneine se caractérise par le fait d'être exécutée sans aucun dessin de base, de façon entièrement mnémonique, produisant des bandes qui ne mesurent que quelques centimètres de large, jusqu'au maximum de 7-8 cm.
Le fil utilisé, autrefois de chanvre, est aujourd'hui principalement de lin brut ou blanchi.

## Aujourd'hui

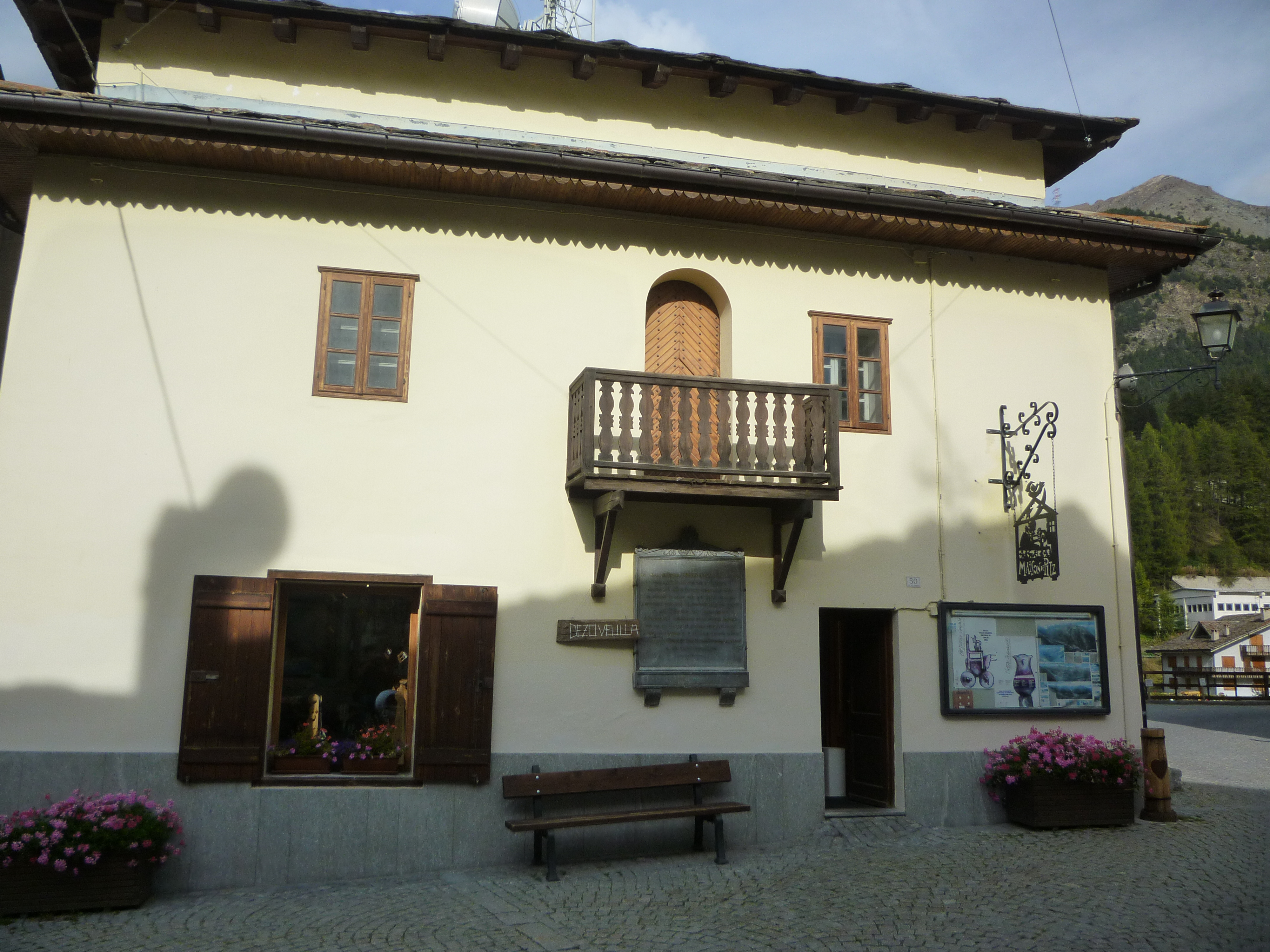
La Mèison di pitz, musée du patrimoine, situé rue docteur César-Emmanuel Grappein, à Cogne

La tradition de la dentelle cogneine se perpétue grâce au travail de la Coopérative « Les Dentellières de Cogne ».
La Mèison di pitz (Maison des dentelles, en patois cognein) en est le musée permanent.